# Rafeiro do Alentejo
El rafeiro do Alentejo, mastín del Alentejo o mastín portugués es una raza autóctona de perro de Portugal.
Este mastín ha sido tradicionalmente empleado por los pastores lusos como guardián de rebaños frente a los ataques de lobos y otros predadores.

## Cruces
La raza Abraxas Bulldogge ha sido creada mediante el cruce del Bulldog americano con el Rafeiro do Alentejo y más tarde con el American Staffordshire Terrier.